# Metaphysische Anfangsgründe der Naturwissenschaft
Metaphysische Anfangsgründe der Naturwissenschaft (übliches Sigel "MAN") ist der Titel eines Buchs des Philosophen Immanuel Kant. Es erschien 1786, ein Jahr vor Herausgabe der zweiten Auflage der Kritik der reinen Vernunft (KrV).
Das Buch ist die Anwendung der in der KrV erarbeiteten Prinzipien über die menschliche Erkenntnis auf den Bereich der Physik. Bereits in der KrV hatte Kant gesagt, dass es sich bei dieser nicht um ein philosophisches System handele, sondern um einen „Traktat von der Methode“. Die MAN sind eine Anwendung dieser Methode. Sie zeigen, wie die Grundsätze der Erkenntnis a priori als Bedingungen der Möglichkeit der Erkenntnis der Natur gültig sind. Kant ging dabei davon aus, dass die von Isaac Newton formulierten Gesetze eine tatsächliche Beschreibung der Natur darstellen. Empirische Chemie oder Psychologie sind für Kant nur „uneigentliche“ Wissenschaften, weil sie nicht mathematisch erfassbar sind und deshalb ihre Grundprinzipien nicht a priori aufgestellt werden können.

## Natur und Wissenschaft
In der Vorrede zu den MAN bestimmt Kant zunächst den Begriff der Natur und entwickelt danach sein Verständnis von Wissenschaft.
„Wenn das Wort Natur blos in formaler Bedeutung genommen wird, da es das erste, innere Princip alles dessen bedeutet, was zum Dasein eines Dinges gehört,*[1] so kann es so vielerlei Naturwissenschaften geben, als es specifisch verschiedene Dinge giebt, deren jedes sein eigenthümliches inneres Princip der zu seinem Dasein gehörigen Bestimmungen enthalten muß. Sonst wird aber auch Natur in materieller Bedeutung genommen, nicht als eine Beschaffenheit, sondern als der Inbegriff aller Dinge, so fern sie Gegenstände unserer Sinne, mithin auch der Erfahrung sein können, worunter also das Ganze aller Erscheinungen, d.i. die Sinnenwelt mit Ausschließung aller nicht sinnlichen Objecte, verstanden wird.“ (AA 4:467)
Entsprechend seiner Auffassung von der Sinnenwelt unterscheidet Kant in der Naturlehre eine Körperlehre (äußerer Sinn) und eine Seelenlehre (innerer Sinn). Die Seelenlehre, mit der sich die rationale Psychologie befasst, wird in der MAN nicht behandelt.
Kant entwickelt in der Folge sein Wissenschaftsverständnis.
„Eine jede Lehre, wenn sie ein System, d.i. ein nach Prinzipien geordnetes Ganze der Erkenntnis sein soll, heißt Wissenschaft,“ (AA 4:467)
„Eigentliche Wissenschaft kann nur diejenige genannt werden, deren Gewißheit apodiktisch ist; Erkenntnis, die bloß empirische Gewißheit enthalten kann, ist ein nur uneigentlich so genanntes Wissen. Dasjenige Ganze der Erkenntnis, was systematisch ist, kann schon darum Wissenschaft heißen, und, wenn die Verknüpfung der Erkenntnis in diesem System ein Zusammenhang von Gründen und Folgen ist, so gar rationale Wissenschaft.“ (AA 4:468)

## Prinzipien der Physik
Entsprechend der Unterteilung der Kategorien suchte Kant nach den Prinzipien, die der Physik a priori zugrunde liegen. Die der MAN zugrunde liegende Prämisse besagt, Bewegung sei die Grundbestimmung von sinnlich wahrnehmbaren Gegenständen. Daher müsse der Begriff der Materie in Hinblick auf die darin enthaltenen vier Kategorienbereiche untersucht werden. Kant entwickelte entsprechend vier Untersuchungsbereiche.
- I. Bewegung als Quantität ist Phoronomie
Richtung und Geschwindigkeit kennzeichnen die relative Position eines Gegenstandes im Raum.

- II. Bewegung als Qualität ist Dynamik.
Anziehung und Zurückstoßung sind die Grundlagen der Raumerfüllung. Die Anziehung ist die Kraft der Gravitation. Kant (nicht, wie vielfach behauptet wird, Newton) formuliert als Erster das Konzept der instantanen Fernwirkung. Im Zweiten Hauptstück „Dynamik“ (ein Terminus von Leibniz, siehe dessen Specimen Dynamicum von 1695) schreibt Kant in „Lehrsatz 7“: „Die aller Materie wesentliche Anziehung ist eine unmittelbare Wirkung derselben auf andere durch den leeren Raum“.

- III. Bewegung der Relation ist Mechanik.
In grober Anlehnung an Newton formulierte Kant drei Grundprinzipien der Mechanik.

1. Bei Veränderungen bleibt die Quantität der Materie unverändert.
2. Alle Veränderung von Materie hat eine äußere Ursache.
3. Bei Veränderungen sind Wirkung und Gegenwirkung identisch.

- IV. Bewegung als Modalität ist Phänomenologie.
In Hinblick auf die Modalität wird Materie als möglicher Gegenstand der Erfahrung untersucht.

Kant betrachtete Physik als „strenge Wissenschaft“. Hiermit verband er die Auffassung, dass die Prinzipien der Physik vollständig und unbezweifelbar in einer mathematischen Formulierung darstellbar sind. Im Opus postumum Kants finden sich Aufzeichnungen, die zeigen, dass er die in den MAN aufgestellten Prinzipien nicht als endgültig betrachtete. In der Praxis haben die Grundsätze der MAN nur wenig Beachtung gefunden. Insbesondere seit der Aufstellung der Relativitätstheorie und der Quantenphysik gelten Kants Überlegungen zu den Grundprinzipien der Physik als überholt.